# Bandy-Weltmeisterschaft 1965

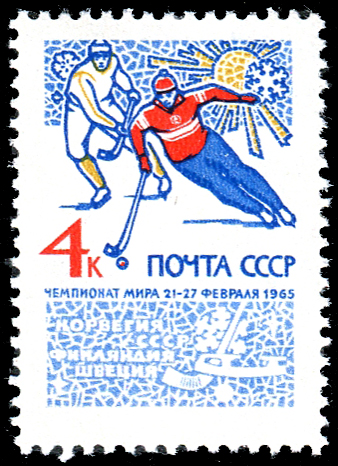
Sondermarke zur Bandy-Weltmeisterschaft 1965.

Die 4. Bandy-Weltmeisterschaft wurde vom 21. Februar bis 27. Februar 1965 in der Sowjetunion ausgetragen. Den Gastgebern gelang der vierte Titelgewinn bei der vierten Weltmeisterschaft. Die Silbermedaille ging überraschend an Norwegen.
Die Weltmeisterschaft wurde im Gruppensystem ausgespielt. Die sechs Begegnungen wurden dabei auf drei Spieltage verteilt.

## Austragungsorte
Gespielt wurde in den fünf Städten Iwanowo, Archangelsk, Swerdlowsk, Kursk und Moskau, wo das Eröffnungs- und Abschlussspiel stattfand.

## Teilnehmer
Am Turnier nahmen die folgenden 4 Mannschaften teil:
| 4 aus Europa | Norwegen | Finnland | Schweden | Sowjetunion |

## Spielrunde
| 21. Februar 1965 | Sowjetunion | 5:0 | Finnland    | Moskau      |
| 22. Februar 1965 | Schweden    | 2:2 | Norwegen    | Iwanowo     |
| 24. Februar 1965 | Finnland    | 2:1 | Schweden    | Archangelsk |
| 24. Februar 1965 | Sowjetunion | 4:0 | Norwegen    | Swerdlowsk  |
| 26. Februar 1965 | Norwegen    | 1:0 | Finnland    | Kursk       |
| 27. Februar 1965 | Schweden    | 3:3 | Sowjetunion | Moskau      |

## Abschlusstabelle
| Pl. |             | Sp | S | U | N | Tore | Diff | Punkte |
| 1.  | Sowjetunion | 3  | 2 | 1 | 0 | 12:3 | +9   | 5      |
| 2.  | Norwegen    | 3  | 1 | 1 | 1 | 3:6  | −3   | 3      |
| 3.  | Schweden    | 3  | 0 | 2 | 1 | 6:7  | −1   | 2      |
| 4.  | Finnland    | 3  | 1 | 0 | 2 | 2:7  | −5   | 2      |

## Torschützenliste
|   |                  | Spieler         | Tore |
| - | ---------------- | --------------- | ---- |
| 1 | Sowjetunion 1955 | Nikolai Durakow | 5    |

## Weltmeistermannschaft
| Sowjetunion | Anatoli Melnikow Walentin Atamanitschew Nikolai Durakow Aleksander Ismodenow Michail Osinzew Wiktor Stschechowtschew Juri Stschorin | Jurij Stscholni Witali Danilow Jewgeni Gerassimow Waleri Maslow Jewgeni Papugin Juri Warsin A. Wologsjannikow |